# NGC 4894
NGC 4894 é uma galáxia lenticular (S0) localizada na direcção da constelação de Coma Berenices. Possui uma declinação de +27° 58' 01" e uma ascensão recta de 13 horas, 00 minutos e 16,7 segundos.
A galáxia NGC 4894 foi descoberta em 30 de Março de 1827 por John Herschel.